# Fien Roels
Fien Roels is een personage uit de Vlaamse soap Thuis. Fien werd gespeeld door Lotte Lesage in de periode februari-oktober 2011. Fien is de vriendin van Jens De Belder.

## Fictieve biografie
Fien is een goede vriendin van Katrien Snackaert. Wanneer Jens De Belder, de ex van haar zus, Paulien Snackaert, wanhopig op zoek is naar een lief, spreekt ze af met Fien om Fien te laten doen alsof. Fien moet Jens in de val lokken en hem kussen. Wanneer uitkomt dat het een complot was, wordt Jens boos, maar eigenlijk is Fien echt verliefd op Jens. Al gauw worden ze een koppel.
Later wordt Fien gewurgd door Guy De Herdt, nadat ze hem kwam helpen na de breuk met zijn vrouw. Maar het loopt verkeerd wanneer Fien nog even binnenkomt bij hem: Guy hallucineert en ziet Fien aan voor Mayra. Hij wordt kwaad op 'Mayra' en doodt haar. Later wordt haar auto in het kanaal gedumpt en wordt ze ergens begraven door Guy.
Iets meer dan een maand later wordt haar auto uit het kanaal gevist en ze vonden in de koffer een schep.
De politie ontdekt dat Fien begraven is door die schep en wat later wordt haar lijk ontdekt. 
Op Fiens laatste verjaardag kreeg ze oorbellen van Jens en terwijl Fien haar lichaam gevonden werd, werd er ontdekt dat er één oorbel spoorloos verdwenen was.
Voordat Guy's appartement verkocht werd, moest het appartement nog schoongemaakt worden.
Katrien wilde Guy helpen de zetel waarin Fien gewurgd is, naar de verhuiswagen te brengen. Toen ze de zetel wilden optillen, zag Katrien de oorbel van Fien.
Doordat deze oorbel in Guy's zetel terecht is gekomen, werd ontdekt dat Guy Fien vermoord heeft.
Guy geeft aan Julia Van Capelle toe dat hij Fien heeft vermoord en wil daarop zelfmoord plegen. Hij kan worden gered. Er wordt een proces opgestart waarbij advocaat Tom De Decker de jury kan overtuigen dat Julia de woorden van Guy verkeerd heeft geïnterpreteerd en dat Fien is gestorven aan een erfelijke hartziekte.